# Колумбус (Огайо)
Колумбус (англ. Columbus) — місто в США, в округах Делавер, Феєрфілд і Франклін, столиця штату Огайо. Населення станом на 2020 рік становило 905 748 осіб, з передмістями — 1 693 906 осіб. Є промисловим, торгово-фінансовим і культурним центром Огайо.
У Сполучених Штатах є ще 20 великих і малих міст із такою назвою.

## Географія
Колумбус має такі координати 39°59′5″ пн. ш. 82°59′6″ зх. д. / 39.98472° пн. ш. 82.98500° зх. д. (39.984799, -82.985044). За даними Бюро перепису населення США в 2010 році місто мало площу 577,84 км², з яких 562,47 км² — суходіл та 15,37 км² — водойми.

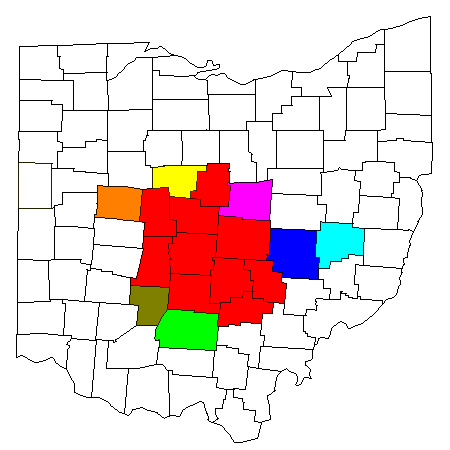
Агломерація Колумбуса.

## Історія
Місто засноване в 1812 році на річці Сайото. Назване на честь першовідкривача Америки, генуезького мореплавця Христофора Колумба (лат. Christophorus Columbus).

## Населення
Згідно з переписом 2010 року, у місті мешкали 787 033 особи в 331 602 домогосподарствах у складі 176 037 родин. Густота населення становила 1362 особи/км². Було 370965 помешкань (642/км²).
Расовий склад населення:
| - 61,5 % — білих - 28,0 % — чорних або афроамериканців - 4,1 % — азіатів - 0,3 % — корінних американців - 0,1 % — вихідців з тихоокеанських островів - 2,9 % — осіб інших рас |

До двох чи більше рас належало 3,3 %. Частка іспаномовних становила 5,6 % від усіх жителів.
За віковим діапазоном населення розподілялося таким чином: 23,2 % — особи молодші 18 років, 68,2 % — особи у віці 18—64 років, 8,6 % — особи у віці 65 років та старші. Медіана віку мешканця становила 31,2 року. На 100 осіб жіночої статі у місті припадало 95,4 чоловіків; на 100 жінок у віці від 18 років та старших — 93,1 чоловіків також старших 18 років.
Середній дохід на одне домашнє господарство становив 59 152 долари США (медіана — 45 659), а середній дохід на одну сім'ю — 68 737 доларів (медіана — 55 191). Медіана доходів становила 42 436 доларів для чоловіків та 38 612 долари для жінок. За межею бідності перебувало 21,7 % осіб, у тому числі 31,7 % дітей у віці до 18 років та 10,7 % осіб у віці 65 років та старших.
Цивільне працевлаштоване населення становило 420 258 осіб. Основні галузі зайнятості: освіта, охорона здоров'я та соціальна допомога — 24,3 %, роздрібна торгівля — 12,6 %, науковці, спеціалісти, менеджери — 11,8 %.

## Культура
У Колумбусі базуються 5 телевізійних каналів і 19 радіостанцій.

## Освіта
У місті знаходяться два університети і кілька коледжів.

## Економіка
Колумбус має розвинену машинобудівну (радіоелектроніка, електротехніка, виробництво обладнання для ГЕС та АЕС, виробництво холодильників), текстильну, харчову, поліграфічну, хімічну промисловість.

## Відомі люди
- Джордж Беллоуз (1882—1925) — американський живописець, що мав гучну славу серед майстрів його покоління
- Ворнер Бакстер (1889—1951) — американський кіноактор
- Елсі Дженіс (1889—1956) — американська співачка, акторка і сценаристка
- Дональд Огден Стюарт (1894—1980) — американський письменник і сценарист
- Айлін Гекарт (1919—2001) — американська акторка
- Пет Маккрорі (* 1956) — американський політик
- Джош Дан (* 1988) — американський музикант, ударник гурту Twenty One Pilots
- Тайлер Джозеф (* 1988) — американський музикант, співак, композитор і репер.